# Școala hanbalită
Școala hanbalită este una dintre cele patru școli de drept sunnite, alături de școala malekită, cea hanefită și cea șafeită.
Hanbalismul sau școala hanbalită îl are drept fondator pe cetățeanul irakian, Ahmad bin Muhammad bin Hanbal Abu Abd Allah al-Shaybani (în arabă : احمد بن محمد بن حنبل ابو عبد الله الشيباني), cunoscut ca imamul Ahmad ibn Hanbal (n. 780 - m. 855).
Această școală de drept se bazează pe interpretarea strict literală a Coranului și a hadith-urilor (spusele și faptele profetului Muhammad), „înlăturând atât ideea de <<consens>> (ijmaa), cât și pe cea de interpretare personală bazată pe analogie (qiyas)”, pentru a elimina posibilitatea apariției inovației ( în arabă: بدعة  bid‘a).
În cazul în care apar situații în care nu există un răspuns clar în textele sacre, școala hanbalită nu acceptă cutuma, așa cum o fac juriștii care aparțin școlilor malekită sau hanefită, bazându-se, în schimb, pe hadith-uri mai vulnerabile, pe opiniile individuale ale însoțitorilor profetului Muhammad.
Autorii hanbaliți nu văd mântuirea decât în ascultarea servilă față de „tradiția strămoșilor”; „Sunna este veșmântul de deasupra și cel de dedesubt; la ei toate lucrurile trebuie să fie îndreptate spre qibla, din respect pentru ea”.
Predominantă, în prezent, în Arabia Saudită și Qatar, școala hanbalită este cea mai tradiționalistă școală juridică sunnită, reușind să se se facă acceptată și să se impună abia începând cu secolul al VI-lea.
Această școală a avut numeroși adepți în Siria și Mesopotamia, unde selgiukizii au provocat declinul ei, prin susținerea școlii hanefite. Taqî ad-Dîn Aḥmad ibn Taymiyyah (în arabă: تقي الدين أحمد ابن تيمية), cunoscut ca Ibn Taymiyyah (22 ianuarie 1263 - 26 septembrie 1328) și discipolii săi au inițiat în secolul al XIV-lea o renaștere a acestei școli în Siria. Influența otomanilor, care a continuat mișcarea reacționară inițiată de selgiukizi, a adus prejudicii grave acestei școli, avantajând școala lui Abū Ḥanīfa, care a fost numit uneori „imamul suprem”.
Hanbalismul va renaște sub o nouă formă în secolul al XVIII-lea, prin mișcarea wahhabită, inițiată de Muhammad Ibn Abd al-Wahhab, pe numele său complet Muhammad ibn Abd Al-Wahhab ibn Sulaiman ibn Ali At-Tamimi(Arabă: محمد بن عبد الوهاب بن سليمان آل التميمي ; n. 1703 – d. 22 June 1792), cunoscut teolog islamic salafit, care a pornit de la gândirea marelui teolog hanbalit, Ibn Taymiyya.
Islamul wahhabit este recunoscut ca religie oficială a Arabiei Saudite și are o influență importantă in lumea islamică din cauza controlului saudit al orașelor sfinte, Mecca și Medina, precum și din cauza finanțării saudite a unor școli și moschei din alte țări.

## Apariția
Ahmad ibn Hanbal,fondatorul școlii hanbalite, a fost un discipol al lui Al-Shafi‘i.
După ce a studiat fiqh-ul (dreptul canonic islamic) și știința hadith-ului, sub îndrumarea mai multor profesori la Bagdad, în Siria și Yemen, Ibn Hanbal a acumulat suficiente cunoștințe și a hotărât să fondeze o școală de gândire riguroasă care părea cea mai apropiată de învățăturile Coranului și ale Sunnei.
Lui i se datorează o importantă cercetare a tradițiilor, deoarece a descoperit că hadith-urile sunt clasificate urmând lanțurile de transmițători care trebuie să urce până la sursa inițială, ajungându-se chiar până la unul dintre tovarășii profetului Muhammad și în funcție de autenticitatea lor erau grupate în patru clase:  
- sahih (autentic, sănătos);
- hasan(bun);
- da’if (slab) ;
- saqim (bolnav).

Școlile juridice, numite madhab în limba arabă, erau formate din învățați musulmani, care aveau rolul de a găsi soluții juridice pentru anumite probleme ivite în cadrul comunității. Până în ziua de astăzi, fiecare musulman aparține unei școli, ghidându-și existența în funcție de preceptele acesteia.
Ahmad ibn Hanbal a fost cunoscut pentru respingerea ideii de interpretare, prin care juriștii din acea perioadă încercau să adapteze legea la condițiile mereu schimbătoare ale societății musulmane. El îi asocia cu mutaziliții, pe care îi ura. De asemenea, era sceptic cu privire la celelalte școli de drept din islam.
Doctrina hanbalită se caracterizează prin respectarea strictă Coranului și a Sunnei, înlăturând ideea de consens și preferând spusele tovarășilor profetului Muhammad, chiar dacă reprezentau hadith-uri mai slabe.
Ibn Hanbal nu a fost fondatorul propriu-zis al unui sistem legislativ, această școală juridică întemeiându-se după moartea acestuia, de către discipolii săi.
Printre elevii lui Ahmad Ibn Hanbal s-au numărat cei doi fii ai săi, Salih (m. 873) și Abdullah (m. 903) și chiar și imamii Bukhari, Muslim, savanți de Hadith și culegători de hadith-uri eponime, iar printre continuatorii săi figurează Ibn Taymiyya (1263-1328), care îl va inspira pe teologul Muhammad Ibn Abd al-Wahhab, iar mai apoi pe emirul Muhammad Ibn Sa‘ud, motiv pentru care Regatul Arabiei Saudite se conformează și astăzi principiilor emise de școala hanbalită.

## Reguli distincte
- WUDU (abluțiunea) – unul din cele șapte lucruri care anulează purificarea minoră este atingerea unei femei în scopul unei dorințe carnale, opinia șafeită fiind că simpla atingere a unei femei va strica abluțiunea;
- AL-QAYYAM – plasarea mâinilor sub buric în timpul rugăciunii. Altă poziție este ca mâinile să fie poziționate deasupra ombilicului sau pe piept în timp ce credinciosul stă în picioare în timpul rugăciunii;
- RUKU – mâinile sunt ridicate înainte de a face ruku și se stă în picioare, la fel ca și la școala șafeită;
- TASLEEM – este considerat obligatoriu de către școlile juridice;
- În absența unei scuze plauzibile, este obligatoriu, în special pentru bărbați, să se roage în cadrul unor adunări și mai rar, individual.

## Adepți ai școlii hanbalite
- Abu Bakr al-Khallal;
- Al-Hasan ibn 'Ali al-Barbahari;
- Ibn Aqil;
- Awn ad-Din ibn Hubayra;
- Abdul Qadir al-Jilani;
- Abu-al-Faraj Ibn Al-Jawzi;
- Hammad al-Harrani;
- Abd al-Ghani al-Maqdisi;
- Ibn Qudamah;
- Taqi al-Din Ibn Taymiyah Ibn al-Qayyim;
- Ibn Rajab;
- Muhammad ibn Abd-al-Wahhab;
- Ibn Humaid;
- Abd al-Aziz ibn Baz;
- Ibn al-Uthaymeen;
- Abdullah Ibn Jibreen;
- Saleh Al-Fawzan;
- Abdul Rahman Al-Sudais;
- Saud Al-Shuraim.